# 良河渚
31°26′01″N 120°13′03″E / 31.43348°N 120.21758°E

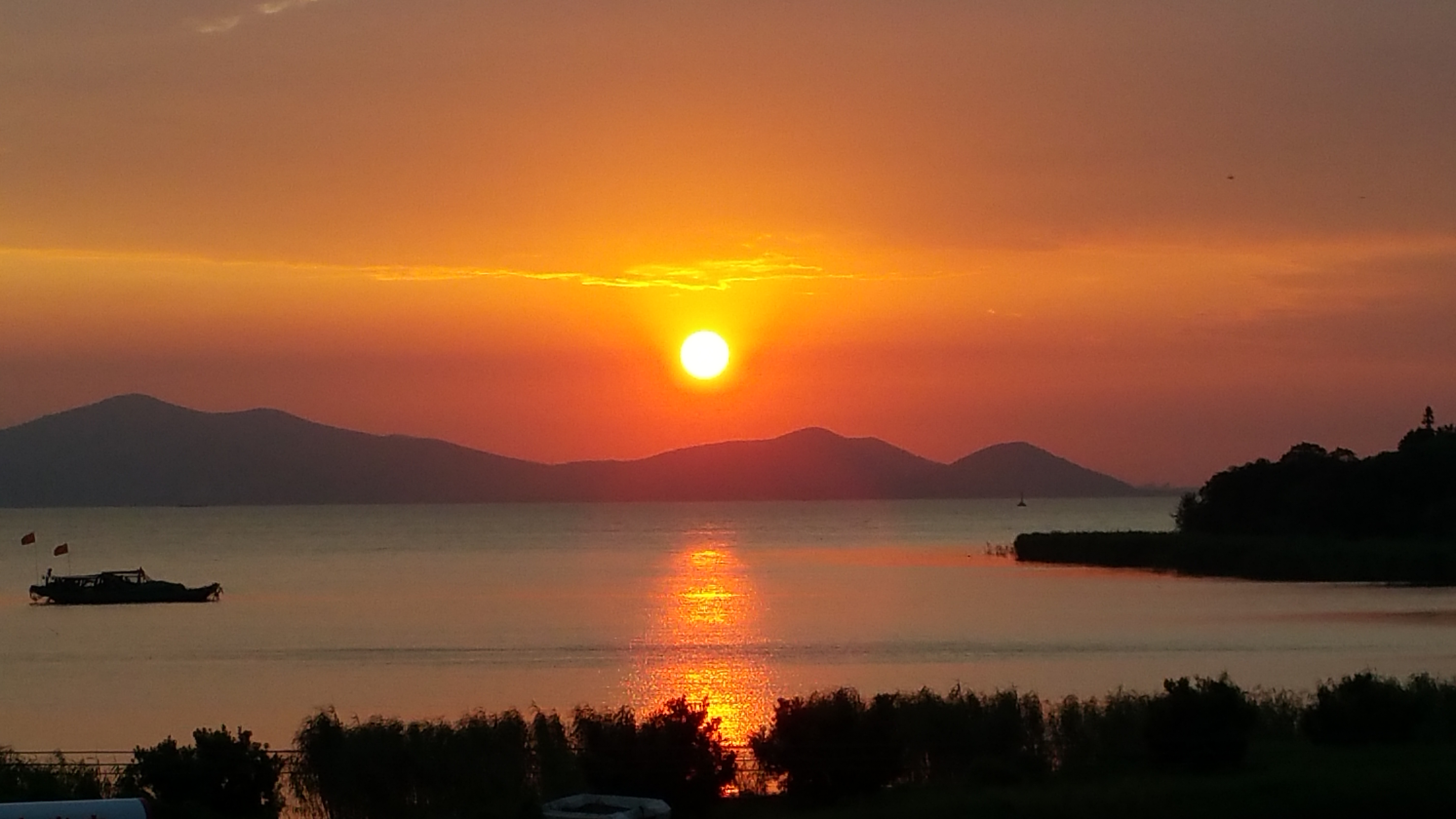
从良河渚上拍摄的太湖落日图

良河渚，一说亮河渚，位于中华人民共和国江苏省无锡市滨湖区的突出山丘，是滨湖区与太湖的交接点之一。

## 特点
良河渚是“太湖十二渚”之一。2005年后，当地政府将太湖十二渚中的庙山渚、羊歧渚、杜景渚、白旄渚、良河渚、康山渚合并开发规划，形成太湖生态度假区。康山渚与良河渚之间有吴塘门，是无锡水路进入太湖的两大出口之一（另一个为独山门）。